# Harworth
Harworth is een plaats en civil parish in het bestuurlijke gebied Bassetlaw, in het Engelse graafschap Nottinghamshire.